# Atetsuella
Atetsuella es un género de foraminífero bentónico considerado un sinónimo posterior de Pseudostaffella de la subfamilia Pseudostaffellinae, de la familia Ozawainellidae, de la superfamilia Fusulinoidea, del suborden Fusulinina y del orden Fusulinida. Su especie tipo era Atetsuella imamurai. Su rango cronoestratigráfico abarcaba el Bashkiriense (Carbonífero superior).

## Discusión
Clasificaciones más recientes incluirían Atetsuella en la superfamilia Ozawainelloidea, y en la subclase Fusulinana de la clase Fusulinata. Otras clasificaciones incluirían Atetsuella en la Familia Pseudostaffellidae.

## Clasificación
Atetsuella incluía a las siguientes especies:
- Atetsuella imamurai †
- Atetsuella meandra †